# Two Men and a Woman
Ne doit pas être confondu avec Two Men and a Girl.
Pour plus de détails, voir Fiche technique et Distribution.
Two Men and a Woman est un film muet américain réalisé par Lem B. Parker et sorti en 1913.

## Fiche technique
- Titre : Two Men and a Woman
- Réalisation : Lem B. Parker
- Scénario : Lem B. Parker
- Producteur :  William Selig
- Société de production : Selig Polyscope Company
- Société de distribution : General Film Company
- Pays d'origine :  États-Unis
- Langue : Anglais
- Format : Noir et blanc — 35 mm — 1,33:1 — Muet
- Genre : Film dramatique
- Durée : 10 minutes
- Dates de sortie : 
  -  États-Unis : 17 février 1913

## Distribution
- Harold Lockwood : Charles Conrad, le mari
- Kathlyn Williams : Carrie Conrad, la femme
- Henry Otto : Raphael Salvator